# Llengües harákmbut
Les llengües harákmbet o harákmbut (també dites hate) són una família de llengües indígenes de la selva amazònica del sud del Perú, als departaments de Madre de Dios i Cusco.
Se suposa que hi ha al voltant 1500 les persones que parlen alguna varietat harakmbet.

## lassificació interna
El harákmbut o harákmebet ha estat considerat durant molt de temps una llengua aïllada, o més exactament un grup de varietats lingüístiques sense parentiu verificable amb cap altra llengua a Amèrica del Sud. No obstant això, recentment Adelaar (2000) ha aportat evidència d'una certa connexió entre les llengües catuquines del Brasil i el harákmbet.
Des del punt de vista de les varietats aquestes poden agrupar-se en dos grans grups de dialectes:
- Huachipaeri-Toyoeri, 310 parlants el 2000.[4]
- Amarakaeri-Arasaeri-Sapiteri, 500 el 1987,[5] que és el millor conegut dels dos grups.

## Història
Després d'una incursió del sapa inca Túpac Yupanqui, al segle XV, el següent intent de conquistar el territori que actualment ocupa el Departament de Madre de Dios va ser dut a terme pels espanyols el 1566. Els huachipaeri van aconseguir atacar amb èxit les hisendes de les terres altes amb una certa freqüència durant el període colonial. Cap a finals del segle XIX els toyoeri van ser delmats pel tristament cèlebre Fitzcarraldo, baró del cautxú, aquest esdeveniment va desembocar en una guerra interina entre els supervivents d'altres grups de tribus harakmbuts (Gray, 1996). Aquests episodis van ser parcialment dramatitzats en la pel·lícula homònima (Fitzcarraldo, de Werner Herzog). Cap a 1950 es va renovar el contacte a través de missioners dominics.

## Descripció lingüística

### Gramàtica
Els marcadors pronominals independents i prefixats al verb són:
|    | singular | singular | plural   | plural     |
| -- | -------- | -------- | -------- | ---------- |
| 1a | ndoʔ     | iʰ-      | oro      | oʔ-        |
| 2a | õn       | iʔ-      | opid     | mbo- / mõ- |
| 3a | kẽn      | oʔ-      | kẽn-õ-my | õnʔ-       |